# Papaipema unimoda
Papaipema unimoda là một loài bướm đêm trong họ Noctuidae.